# Gianni Stensness
Gianni Stensness (Brisbane, 7 de febrero de 1999) es un futbolista australiano que juega en la demarcación de centrocampista para el Viking FK de la Eliteserien.

## Selección nacional
Tras jugar en las categorías inferiores de Nueza Zelanda y Australia, finalmente hizo su debut con la selección absoluta el 24 de marzo de 2022 en un encuentro de clasificación para la Copa Mundial de Fútbol de 2022 contra Japón que finalizó con un resultado de 0-2 a favor del combinado japonés tras un doblete de Kaoru Mitoma.

## Clubes
| Club                           | País          | Año       | Partidos | Goles |
| ------------------------------ | ------------- | --------- | -------- | ----- |
| Northbridge FC                 | Australia     | 2016      | 10       | 0     |
| Central Coast Mariners Academy | Australia     | 2017      | 26       | 2     |
| Manly United FC                | Australia     | 2018      | 7        | 0     |
| Wellington Phoenix FC Reserves | Nueva Zelanda | 2018-2019 | 12       | 1     |
| Wellington Phoenix FC          | Nueva Zelanda | 2019      | 4        | 0     |
| Central Coast Mariners FC      | Australia     | 2019-2021 | 50       | 1     |
| Viking FK                      | Noruega       | 2021-     | 77       | 5     |